# Вандал Сэвидж
Вандал Сэвидж (англ. Vandal Savage) — суперзлодей вселенной DС Comics. Персонаж создан писателем Альфредом Бестером и нарисован художником Мартином Ноделлом. Дебютировал в комиксе Green Lantern vol. 1 #10 в декабре 1944 года.
Сэвидж бессмертен и начал преступную карьеру еще в доисторические времена. Он обладает блестящим тактическим мышлением и технологическими знаниями. Сэвидж —  один из самых постоянных регулярно появляющихся злодеев в комиксах вселенной DC.

## Биография персонажа
Около 50000 лет до нашей эры Вандал Сэвидж был лидером племени кроманьонцев Клан Волка. Однажды он попал под радиационное облучение метеорита, упавшего на Землю. Благодаря этому он получил гениальный интеллект и бессмертие. В то же время появился еще один персонаж - Бессмертный человек - заклятый враг Сэвиджа, лидер Племени Медведей. Он сделал себе амулет из части метеорита, который наделил его рядом способностей, в том числе бессмертием через воскрешение.
В докризисной вселенной Сэвидж был родом с Земли-2. Однако, благодаря колдуну, открывшему ему будущее, он узнал о существовании Земли-1 и Лиге справедливости..
Первый след в истории Сэвидж оставил, когда он вместе с группой избранных людей успешно разрушил потерянный город Атлантиду. Эта группа людей стала известна как Иллюминаты с Сэвиджем в качестве её лидера.
Сэвидж утверждает, что правил сотнями цивилизаций под такими именами как Хефрен, Хеопс, Александр Великий, Юлий Цезарь (хотя также утверждал, что участвовал в убийстве Юлия Цезаря), Чингисхан, Черная Борода и Влад Цепеш и др. Он терроризировал викторианский Лондон под именем Джек Потрошитель. Однако однажды поняв, что его известность может сослужить ему дурную службу и рано или поздно его могут убить, решил оставаться в тени. Именно поэтому он служил в качестве советника у таких людей как Эрик Рыжий, Вильгельм I Завоеватель (под именем сэр фон Сэвидж он посоветовал вторгнуться Вильгельму в Англию), Наполеон Бонапарт (служил у него как маршал Сэвидж), Отто фон Бисмарк (под именем барон фон Саваж он помогал вторгнуться ему во Францию) и Адольф Гитлер. Он также руководил Непобедимой испанской армадой во время вторжения в Англию под именем Алонсо Перес де Гусман. Он был придворным врачом во Франции и даже использовал королевскую семью в качестве подопытных в экспериментах с сифилисом.

## Критика и отзывы
В 2009 году Вандал Сэвидж занял 36 место в списке «100 лучших злодеев комиксов по версии IGN».

## Вне комиксов
Впервые появился. как главный злодей, в Кроссовере сериалов Стрела и Флэш под названием "Легенды сегодняшнего дня" и "Легенды вчерашнего дня". Они побеждают Вандала Сэвиджа с помощью посоха, превращая его в прах, но в конце эпизода Пепел злодея собирает Малкольм Мерлин, утверждая что Сэвидж - его должник. Персонажа сыграл датский актер Каспер Крамп. Является главным антагонистом сериала "Легенды завтрашнего дня". Его также сыграл Каспер Крамп.
Главный злодей в мультисериале Юная лига справедливости, где является лидером СВЕТ и главным антагонистом мультсериала
Появился в одной из серий 7-го сезона сериала "Тайны смолвиля"